# Vicomté de Lomagne

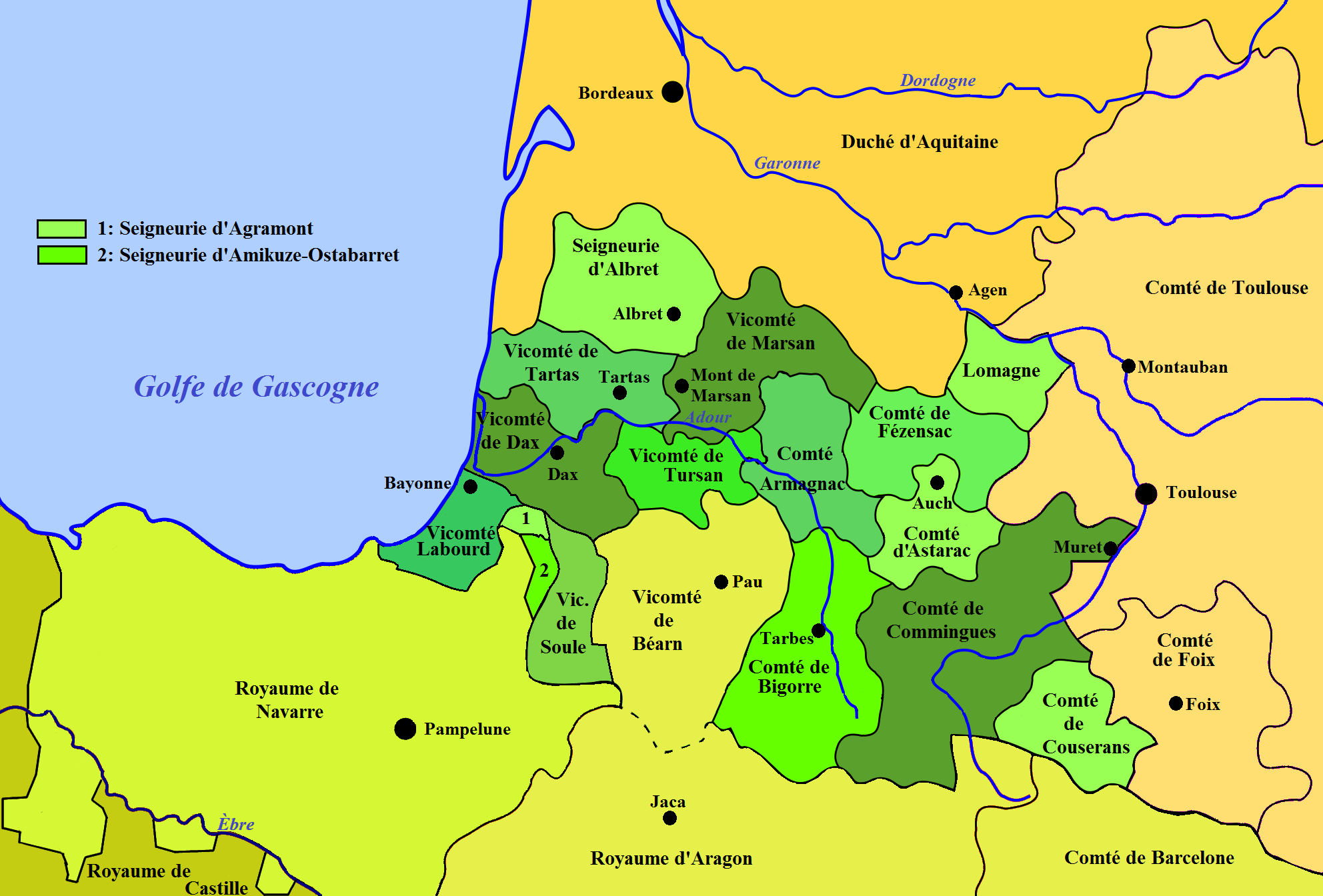
Carte des fiefs de Gascogne vers 1150

La vicomté de Lomagne est une entité féodale du sud-ouest du royaume de France dont le chef lieu était la ville de Lectoure.
Elle apparaît au Xe siècle avec le vicomte Odon Daton qui est mentionné en 993. À partir d'Arnaud Ier, vicomte cité en 1011, la vicomté est tenue par des membres de la maison de Lomagne. Les vicomtes de Lomagne, vassaux des comtes de Gascogne, tenaient également la vicomté d'Auvillars, vassale du comté d'Agen. En 1196, ce comté est incorporé dans le comté de Toulouse, et les vicomtes de Lomagne et d'Auvillars se retrouvent vassaux de suzerains parfois ennemis, voire en guerre.
Plusieurs alliances se nouent avec les comtes d'Armagnac, Arnaud II épouse au XIe siècle la veuve de Géraud Ier d'Armagnac, leur petite-fille Avizelle de Lomagne épouse Géraud II d'Armagnac, Odon de Lomagne, frère du vicomte Vezian II, épouse la sœur de Bernard IV d'Armagnac, leur fils Bernard sera d'ailleurs adopté par Bernard IV et aura lui-même un fils qui héritera de l'Armagnac. Au milieu du XIIIe siècle, Arnaud Odon d'Armagnac épouse la comtesse Mascarose Ire d'Armagnac et devient comte d'Armagnac, mais la mort de sa femme, puis de leur fille scellera la séparation entre les deux fiefs, l'Armagnac passant à un cadet, Géraud VI d'Armagnac. En 1280, la branche aînée de la maison de Lomagne s'éteint avec Vezian III, fils d'un second mariage d'Arnaud Odon, et la Lomagne passe à sa dernière sœur, Philippa de Lomagne, mariée à Hélie VII, comte de Périgord.
En novembre 1301, après la mort de son épouse, Hélie VII cède les vicomtés de Lomagne et d'Auvillars à Philippe IV le Bel, roi de France. Ce dernier en investit son second fils Philippe, qui y renonce le 10 décembre 1305 et Philippe le Bel les confie le 14 décembre de la même année à Arnaud Garsie de Goth, frère du pape Clément V.
Les vicomtés se transmettent ensuite à sa petite-fille Régine de Goth, qui épouse en 1324 le comte Jean Ier d'Armagnac. À partir de cette date, les deux vicomtés sont réunies aux comtés d'Armagnac et de Fézensac. 
Lors de la chute de Charles Ier d'Armagnac, ses comtés et vicomtés sont saisies par le roi et la vicomté de Lomagne est réunie en 1491 au domaine royal après dix ans de séquestre, alors que l'Armagnac est rendue aux héritiers de Charles Ier.